# Шторбек-Франкендорф
Шторбек-Франкендорф (нем. Storbeck-Frankendorf) — община в Германии, в земле Бранденбург.
Входит в состав района Восточный Пригниц-Руппин. Подчиняется управлению Темниц. Население составляет 503 человека (на 31 декабря 2010 года). Занимает площадь 42,23 км².
| Год  | Население |
| ---- | --------- |
| 2005 | 542       |
| 2010 | 506       |